# Kochánov
Kochánov település Csehországban, a Havlíčkův Brod-i járásban. Kochánov Štoky, Úsobí, Okrouhlička, Úhořilka és Lípa településekkel határos. Lakosainak száma 194 fő (2024. január 1.).

## Népesség
A település lakosságának változását az alábbi diagram mutatja:
| Lakosok száma | 179  | 171  | 189  | 130  | 148  | 146  | 168  | 169  | 181  | 194  |
|               | 1869 | 1890 | 1921 | 1950 | 1980 | 2001 | 2017 | 2019 | 2022 | 2024 |